# Рыбинская улица (Санкт-Петербург)
Ры́бинская у́лица — улица в Московском и Фрунзенском районах Санкт-Петербурга. Проходит от набережной Обводного канала до Черниговской улицы. Продолжается на север Рузовской улицей, на юг — Ново-Рыбинской улицей.

## История
Первоначальное название Сукин переулок известно с 1791 года, дано по фамилии землевладельца действительного статского советника Я. Сукина. Параллельно существовало название Огородный переулок.
С 1898 года (зима 1897) на Рыбинской улице ведется строительство Дома Изотовых. Архитекторы: В. П. Цейдлер, А. С. Гулин, Г. М. Кудрюмов. Единственный жилой дом, за всю историю улицы. Расселен в 1970-х годах.
В 1900 году на Рыбинской улице был ликвидирован железнодорожный переезд, а сама улица проложена вдоль железной дороги по современной трассе. Кроме того, в её состав был включён небольшой участок Черниговской улицы от Киевской до Боровой улиц.
Современное название Рыбинская улица присвоено 17 августа 1902 года. Из заключения городской Управы, представленного на рассмотрение в Городскую Думу: «Признавая, что Сукин переулок, по неблагозвучию настоящего названия его, подлежит переименованию и находя, что переулок этот, имеющий десятисаженную ширину, может быть назван улицей, городская Управа предлагает, со своей стороны, присвоить означенному переулку „Рыбинская улица“, в виду прохождения в этом месте рельсового пути Виндаво-Рыбинской железной дороги».
В 1905 году в створе Рыбинской улицы был построен мост через Обводный канал, связавший её с Рузовской улицей.
В 1916 году было построено продолжение Рыбинской улицы, связавшее её с Лиговским проспектом, а после засыпки в 1926 году Лиговского канала — и с Воздухоплавательной улицей. Однако, продолжение получило самостоятельное название Ново-Рыбинская улица.
В 1950-х годах был спрямлён «излом» в самом начале улицы, и она окончательно приобрела современные очертания.
С 29 апреля 2006 года на улице введено односторонне движение в направлении к Обводному каналу.

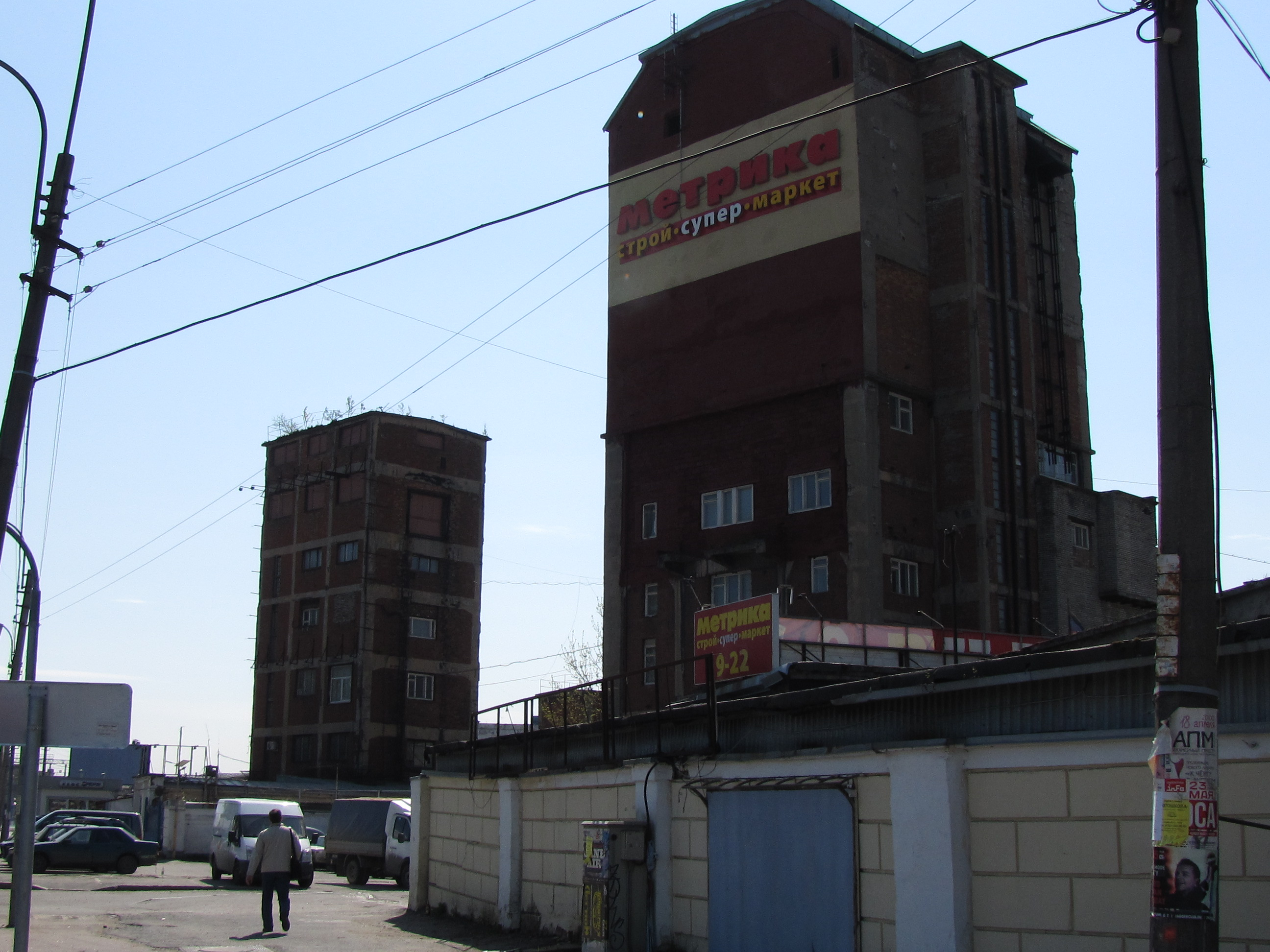
Рыбинская строительная база

## Достопримечательности
- Рузовский мост
- Метрика (Рыбинская строительная база) (дом № 1)
- ГУДП «Центр» (дом № 2)
- ТЭЦ-1 (дом № 15)
- Платформа Боровая
- Дом Изотовых (дом № 5-7). Единственный жилой дом на всей ул. Рыбинская.
- Памятная табличка Аркадию Северному и Александру Шеваловскому (дом № 7)